# ميكايلا هربكوفا
ميكايلا هربكوفا (بالتشيكية: Michaela Hrbková) مواليد 14 يوليو 1987 في أولوموتس، هي لاعبة كرة يد تشيكية تلعب كظهير أيمن. تلعب حاليا مع فغيش أوف غوبينغن وتحمل الرقم 10. مثلت منتخب التشيك لكرة اليد للسيدات.

## سجل المنافسة
شاركت في البطولات التالية:
- بطولة العالم لكرة اليد للسيدات 2013
- بطولة أوروبا لكرة اليد للسيدات 2012
- بطولة أوروبا لكرة اليد للسيدات 2016

## روابط خارجية
- ميكايلا هربكوفا على موقع الاتحاد الأوروبي لكرة اليد (الإنجليزية)